# Venezia FC

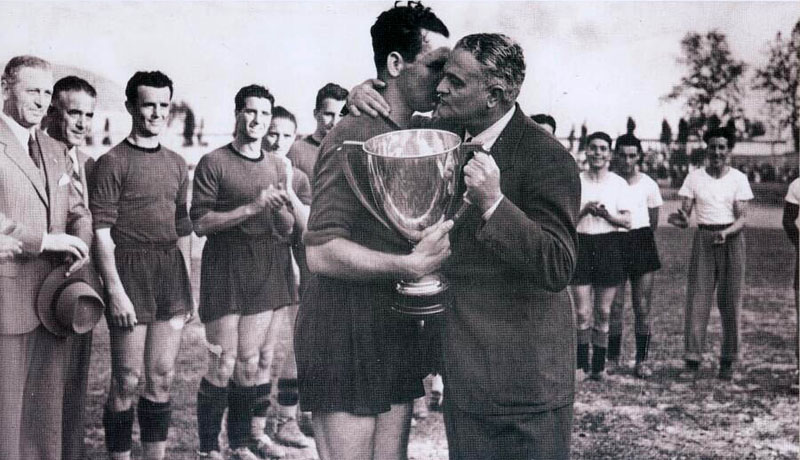
Winnaar van de Beker van Italië in seizoen 1940/1941

Venezia FC is een Italiaanse voetbalclub uit de stad Venetië. De club kwam in het seizoen 2020-21 uit in de Serie B en promoveerde in 2021 voor het eerst sinds 2001-02 naar de Serie A. Na degradatie in 2022 keerde de ploeg in 2024 gedurende één jaar weer terug op het hoogste niveau.

## Geschiedenis
De club werd in 1907 opgericht als Venezia Foot Ball Club, en 1919 werd de naam veranderd naar Associazione Calcio Venezia. In 1941 won de club de beker, de enige trofee in de geschiedenis van de club. De club speelde 15 seizoenen in de Serie A waarvan 2025 het laatste seizoen was. 
De club wilde begin van deze eeuw een groter stadion maar slaagde daar niet in. De voorzitter verliet de club en kocht Palermo op, nam een groot deel van het Venetiaans team mee, en bracht deze club weer naar de Serie A.
Venezia zakte weg en in 2005 degradeerde de club uit de Serie B. Door financiële problemen ging de club failliet en werd heropgericht als SSC Venezia. De nieuwe club werd wel nog een klasse lager gezet, de Serie C2. In het eerste seizoen werd de club meteen kampioen.
Aan het einde van het seizoen 2008-09 werd de club opnieuw failliet verklaard. Het werd heropgericht onder de naam Foot Ball Club Unione Venezia en werd toegelaten tot de Serie D.
Na een paar jaar ging de club opnieuw failliet, en ook nu werd er een herstart gemaakt. Onder de naam Venezia F.C. S.r.l.d speelde het in het seizoen 2015-16 in de Serie D. In oktober 2015 werd bekend dat de Amerikaanse advocaat Joe Tacopina de club overnam. Tacopina was eerder president van Bologna. Daarnaast was hij ook vice president en minderheidsaandeelhouder van AS Roma. In het eerste seizoen onder Tacopina promoveerde de club direct naar de Lega Pro B, het derde niveau in Italië. In het volgende seizoen (2016-17) werd voormalig AC Milan-ster Filippo Inzaghi aangesteld als trainer. De Venetianen werden kampioen, en daarom mag het in het seizoen 2017-18 in de Serie B spelen.
Na het winnen van de promotieserie van de Serie B in 2021 promoveerde de club na 19 jaar weer naar de Serie A. Het verblijf in de Serie A duurde slechts één seizoen. In 2024 wist de ploeg via de play-offs weer terug te keren. In het seizoen 2024-2025 eindigde de ploeg 19de waardoor ze na één seizoen terug naar Serie B verwezen werd.

## Erelijst
- Coppa Italia

1940/1941
- Serie B

1960/1961 en 1965/1966
- Serie D

1982/1983 en 2011/2012
- Serie C2

2005/2006
- Coppa Italia Lega Pro

2016/2017
- Lega Pro B

1935/1936, 1955/1956 en 2016/2017

## Naamsveranderingen
Venezia heeft in de loop der tijd vele namen gekend. Een aantal malen was dat nodig om een doorstart te maken na een faillissement. Tot drie keer toe werd de naam Associazione Calcio Venezia gehanteerd. Uiteindelijk is men nagenoeg terug bij de beginnaam.
- 1907-1919 - Venezia Foot Ball Club
- 1919-1930 - Associazione Calcio Venezia
- 1930-1934 - Società Sportiva Serenissima
- 1934-1945 - Associazione Fascista Calcio Venezia
- 1945-1983 - Associazione Calcio Venezia
- 1983-1987 - Calcio Venezia
- 1987-1989 - Calcio VeneziaMestre
- 1989-2005 - Associazione Calcio Venezia
- 2005-2009 - Società Sportiva Calcio Venezia
- 2009-2015 - Foot Ball Club Unione Venezia
- 2015-2016 - Venezia Foot Ball Club Società Sportiva Dilettantistica
- 2016-.... - Venezia Football Club

### Eindklasseringen
- 1946 13e
Serie A
- 1947 19e
Serie A
- 1948 4e
Serie B
- 1949 2e
Serie B
- 1950 20e
Serie A
- 1951 6e
Serie B
- 1952 16e
Serie B
- 1953 8e
Serie C
- 1954 3e
Serie C
- 1955 7e
Serie C
- 1956 1e
Serie C
- 1957 5e
Serie B
- 1958 3e
Serie B
- 1959 9e
Serie B
- 1960 17e
Serie B
- 1961 1e
Serie B
- 1962 12e
Serie A
- 1963 17e
Serie A
- 1964 13e
Serie B
- 1965 11e
Serie B
- 1966 1e
Serie B
- 1967 17e
Serie A
- 1968 18e
Serie B
- 1969 11e
Serie C
- 1970 9e
Serie C
- 1971 4e
Serie C
- 1972 6e
Serie C
- 1973 4e
Serie C
- 1974 3e
Serie C
- 1975 6e
Serie C
- 1976 10e
Serie C
- 1977 20e
Serie C
- 1978 9e
Serie D
- 1979 2e
Serie D
- 1980 8e
Serie C2
- 1981 10e
Serie C2
- 1982 16e
Serie C2
- 1983 1e
n5
- 1984 5e
Serie C2
- 1985 15e
Serie C2
- 1986 12e
Serie C2
- 1987 5e
Serie C2
- 1988 2e
Serie C2
- 1989 9e
Serie C1
- 1990 4e
Serie C1
- 1991 2e
Serie C1
- 1992 15e
Serie B
- 1993 11e
Serie B
- 1994 6e
Serie B
- 1995 9e
Serie B
- 1996 11e
Serie B
- 1997 13e
Serie B
- 1998 2e
Serie B
- 1999 11e
Serie A
- 2000 16e
Serie A
- 2001 4e
Serie B
- 2002 18e
Serie A
- 2003 16e
Serie B
- 2004 20e
Serie B
- 2005 21e
Serie B
- 2006 1e
Serie D
- 2007 4e
Serie C1
- 2008 11e
Serie C1
- 2009 17e
Prima Divisione
- 2010 3e
Serie D
- 2011 2e
Serie D
- 2012 1e
Serie D
- 2013 3e
Seconda Divisione
- 2014 10e
Prima Divisione
- 2015 13e
Lega Pro
- 2016 1e
Serie D
- 2017 1e
Lega Pro
- 2018 5e
Serie B
- 2019 15e
Serie B
- 2020 11e
Serie B
- 2021 5e
Serie B
- 2022 20e
Serie A
- 2023 8e
Serie B
- 2024 3e
Serie B
- 2025 19e
Serie A

- Serie A
- Serie B
- Serie C
- Prima Divisione
- Seconda Divisione
- Serie D
- n5

## Seizoensresultaten
| Seizoen | Competitie                          | Niveau | Eindstand | Coppa Italia | Opmerking                                                                          |
| ------- | ----------------------------------- | ------ | --------- | ------------ | ---------------------------------------------------------------------------------- |
| 2000/01 | Serie B                             | II     | 4         | 8e finale    |                                                                                    |
| 2001/02 | Serie A                             | I      | 18        | 2e groep 2   |                                                                                    |
| 2002/03 | Serie B                             | II     | 16        | 3e groep 2   |                                                                                    |
| 2003/04 | Serie B                             | II     | 20        | 8e finale    | winnaar play-out > AS Bari: 2-1                                                    |
| 2004/05 | Serie B                             | II     | 21        | 4e groep 3   | Failliet                                                                           |
| 2005/06 | Serie C2 Girone A                   | IV     | 1         | --           |                                                                                    |
| 2006/07 | Serie C1 Girone A                   | III    | 4         | 2e ronde     | halve finale promotieserie                                                         |
| 2007/08 | Serie C1 Girone A                   | III    | 11        | --           |                                                                                    |
| 2008/09 | Lega Pro Prima Divisione Girone A   | III    | 17        | --           | Failliet                                                                           |
| 2009/10 | Serie D Girone C                    | V      | 3         | --           | halve finale regionale promotieserie                                               |
| 2010/11 | Serie D Girone C                    | V      | 2         | --           | finale regionale promotieserie                                                     |
| 2011/12 | Serie D Girone C                    | V      | 1         | --           |                                                                                    |
| 2012/13 | Lega Pro Seconda Divisione Girone A | IV     | 3         | --           | winnaar promotieserie > AC Monza: 3-2                                              |
| 2013/14 | Lega Pro Prima Divisione Girone A   | III    | 10        | 1e ronde     |                                                                                    |
| 2014/15 | Lega Pro Girone A                   | III    | 13        | 2e ronde     | Failliet                                                                           |
| 2015/16 | Serie D Girone C                    | IV     | 1         | --           |                                                                                    |
| 2016/17 | Lega Pro Girone B                   | III    | 1         | --           |                                                                                    |
| 2017/18 | Serie B                             | II     | 5         | 2e ronde     | halve finale promotieserie                                                         |
| 2018/19 | Serie B                             | II     | 15        | 2e ronde     | finale play-outs > US Salernitana 1919. Blijft in Serie B wegens opvulling.        |
| 2019/20 | Serie B                             | II     | 11        | 3e ronde     |                                                                                    |
| 2020/21 | Serie B                             | II     | 5         | 3e ronde     | winnaar promotieserie > AS Cittadella: 1-0 uit/1-1 thuis                           |
| 2021/22 | Serie A                             | I      | 20        | 8e finales   |                                                                                    |
| 2022/23 | Serie B                             | II     | 8         | 1e ronde     |                                                                                    |
| 2023/24 | Serie B                             | II     | 3         | 1e ronde     | Ligatopscorer: Joel Pohjanpalo (22); winnaar promotieserie > US Cremonese: 0-0/1-0 |
| 2024/25 | Serie A                             | I      | 19        | 1e ronde     |                                                                                    |
| 2025/26 | Serie B                             | II     | .         | .            |                                                                                    |

## Bekende (oud-)spelers
- Igor Budan
- Can Bartu
- Marco Delvecchio
- Francesco Guidolin
- Ridgeciano Haps
- Daan Heymans
- Jay Idzes
- Dennis Johnsen
- Martin Lejsal
- Niki Mäenpää
- Nani
- Luis Oliveira
- Joel Pohjanpalo
- Álvaro Recoba
- Juan Santisteban
- Salvatore Sirigu